# Samuel Bourne
Samuel Bourne (30. října 1834 – 24. dubna 1912) byl britský fotograf známý především svými krajinářskými snímky z Indie, které pořídil v letech 1863–1870. Byl vůbec prvním Evropanem, který v letech 1863–1866 fotografoval Himálaj.
Spolu se svým kolegou Charlesem Shepherdem založili v roce 1863 společnost Bourne & Shepherd ve městě Šimla. Později, později téhož roku založili druhou pobočku v Kalkatě. Šimla je hlavní město indického státu Himáčalpradéš na strmém horském hřbetě ve střední části Himálaje v nadmořské výšce okolo 2 200 metrů nad mořem. Na počátku 19. století toto město vyhledávali Britové před úmornými vedry indických nížin.

## Životopis
Samuel Bourne se narodil do zemědělské rodiny na Arbour Farm v Mucklestone, Shropshire (dnes Staffordshire) v roce 1834. Poté, co byl vzděláván duchovním blízko Fairburnu, byl zabezpečen prací u banky Moore and Robinson's Bank. Z amatérského fotografa se brzy stal uznávaný krajinářský fotograf, přednášel o fotografii a přispíval odbornými články do několika fotografických časopisů.
V roce 1858 absolvoval fotografické turné v anglické oblasti Lake District a v roce 1859 vystavoval na každoroční výstavě Nottinghamské fotografické společnosti. Následující rok byly jeho fotografie uvedeny v Londýně na Světové výstavě v roce 1862. Toto přijetí jej motivovalo vzdát se svého postavení v bance a vyplul do Indie, aby pracoval jako profesionální fotograf. Do Kalkaty přijel na počátku roku 1863.

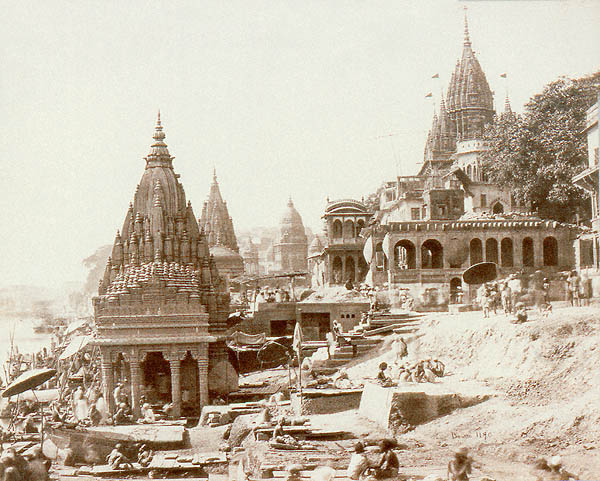
Vishnu Pud and Other Temples

Původně spolupracoval s již zavedeným fotografem Williamem Howardem. Společně se přestěhovali do města Šimla, kde založili fotografické studio s názvem Howard & Bourne, v roce 1864 se spojili s Charlesem Shepherdem a založili společnou firmu Howard, Bourne & Shepherd. Od roku 1866, po odchodu Howarda, se firma přejmenovala na 'Bourne & Shepherd'. Charles Shepherd zřejmě zůstal v Šimle aby se staral o komerční a portrétní práce v portrétním studiu, dohlížet na tisk a marketing Bourneových krajin a jeho architektonických studií, zatímco Bourne cestoval po kontinentu.
Bourne strávil šest let života v Indii, a když se vrátil do Anglie v lednu 1871, měl za sebou již asi 2200 snímků krajin a architektury v Indii a Himálají. Pracoval především s velkoformátovou kamerou na kolódiové desky o rozměrech 25×30 cm (10×12 inchů). Nevýhodou tohoto procesu bylo, že po celou dobu musely desky zůstat vlhké až do momentu expozice. Vzhledem k tomu, že kolodium schne rychle, musely se desky připravovat těsně před fotografováním – jejich vysušováním se totiž výrazně snižovala citlivost – a fotograf tak musel na cestě za pořízením snímků nosit celou příruční laboratoř a temnou komoru. Váha celého příslušenství dosahovala přibližně 50 kilogramů.
Bourne dokázal vyjádřit hloubku prostoru tím, že plochy dělil na popředí a pozadí.

## Zastoupení ve sbírkách
Bourneova díla jsou ve stálých sbírkách celé řady muzeí a galerií, včetně například: Princeton University Art Museum, Harvard Art Museums, Národní galerie ve Washingtonu, Detroitský institut umění, Clark Art Institute, Museum of New Zealand Te Papa Tongarewa, Muzeum moderního umění, Brooklynské muzeum, Victoria and Albert Museum v Londýně, Metropolitní muzeum umění, University of Michigan Museum of Art, Muzeum umění Houston, Skotské národní galerie nebo Sanfranciské muzeum moderního umění.

## Galerie

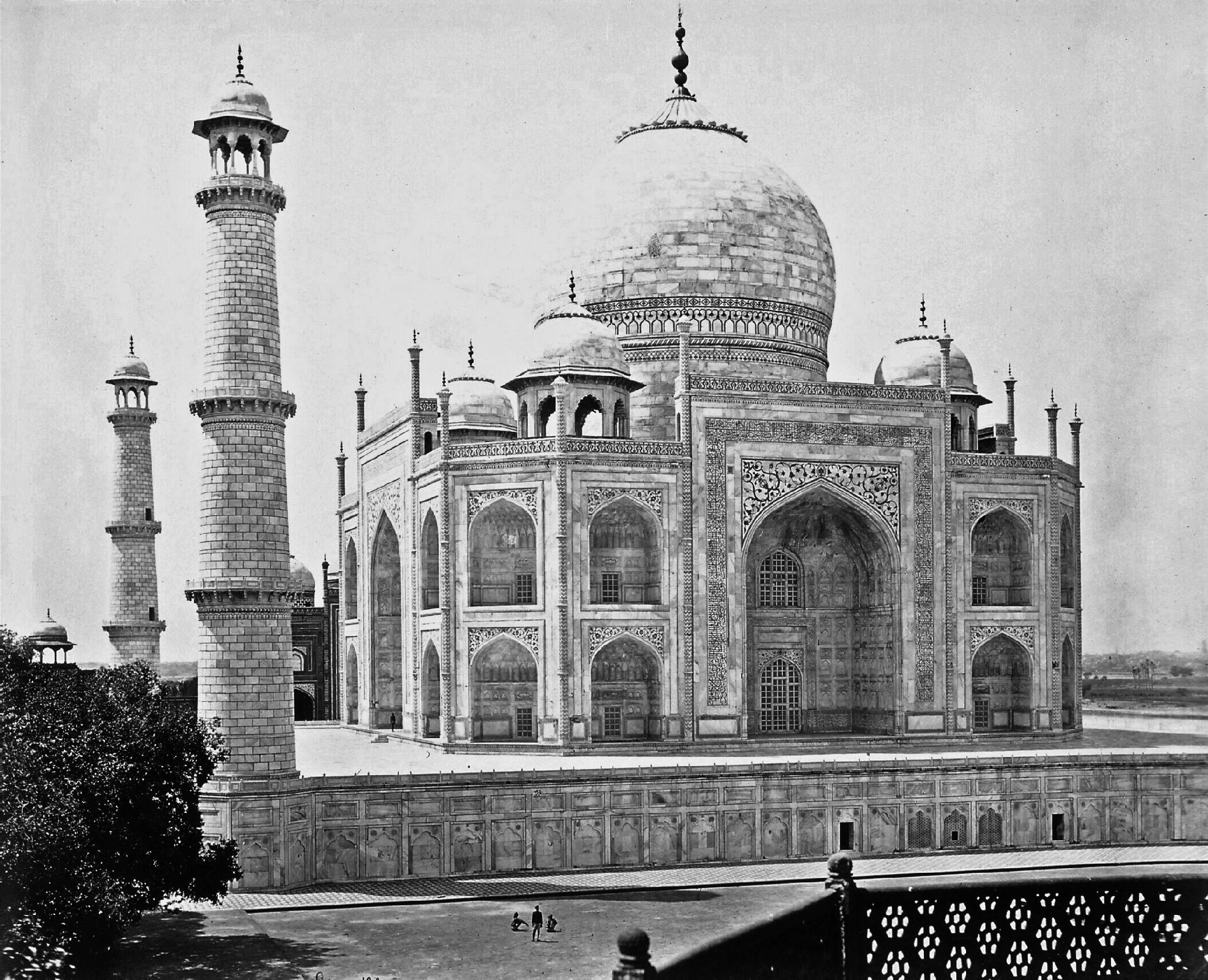
Tádž Mahal, asi 1860
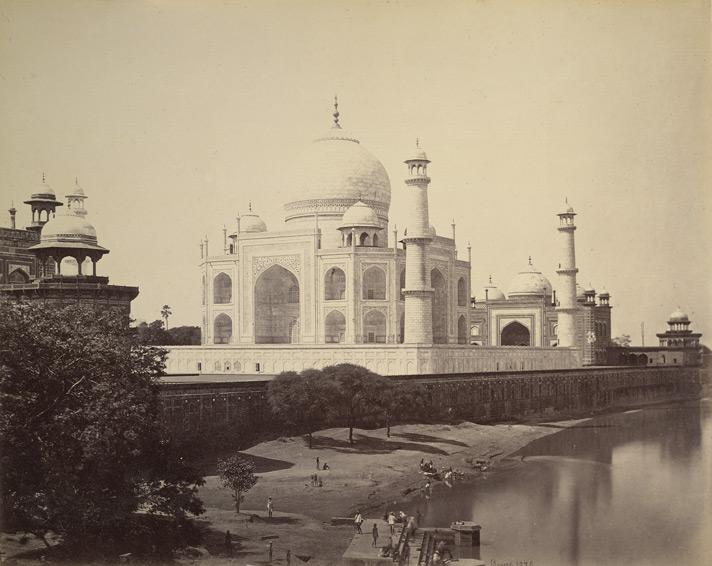
Tádž Mahal z řeky, 1860
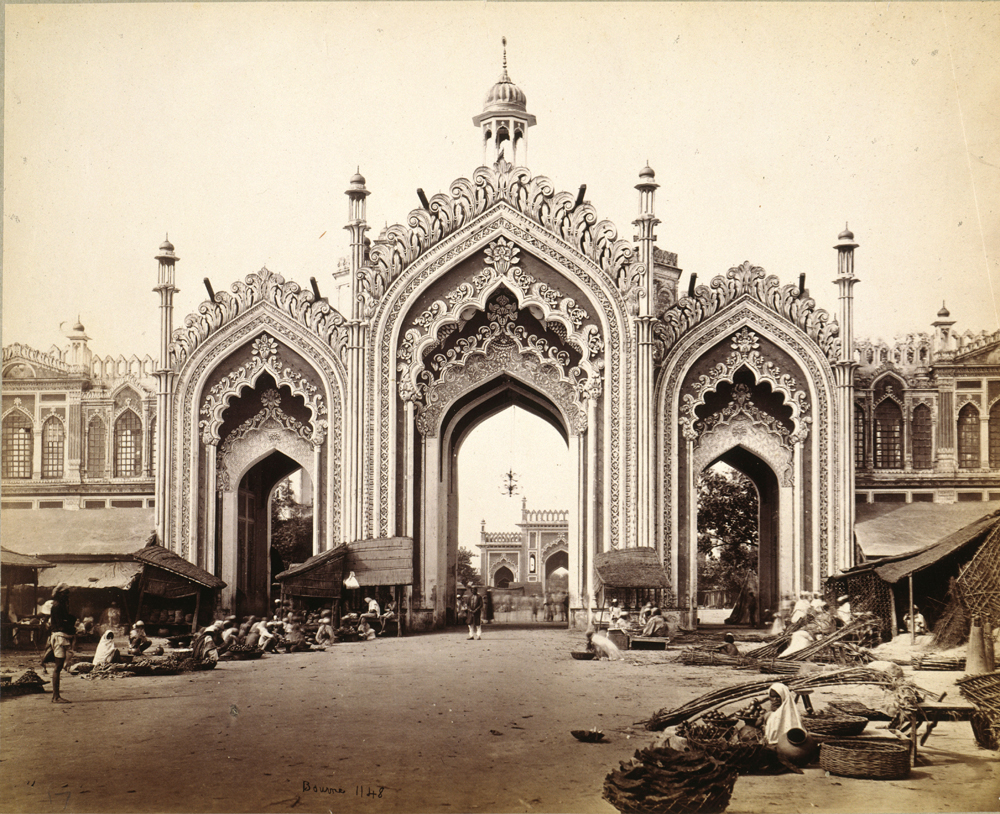
Brána na tržiště Hooseinabad v Lucknow, 1863–1866
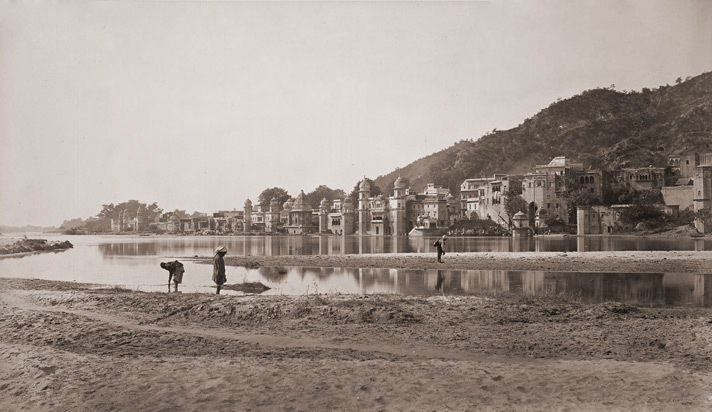
Haridwar z opačného břehu Gangy, 1866